# Иља Шинкевич
Иља Александрович Шинкевич (блр. Ілья Шынкевіч, рус. Илья Александрович Шинкевич — Минск, 1. септембар 1989) професионални је белоруски хокејаш на леду који игра на позицијама одбрамбеног играча.
Члан је сениорске репрезентације Белорусије за коју је на међународној сцени дебитовао на светском првенству 2013. године.
Као играч Металурга из Жлобина освојио је титулу првака Белорусије у сезони 2011/12. Од 2013. игра за Динамо из Минска у КХЛ лиги.